# Two Night Stand
Two Night Stand ist ein US-amerikanischer Spielfilm aus dem Jahr 2014 mit Lio Tipton und Miles Teller in den Hauptrollen. Der Film ist überwiegend in der Form eines Kammerspiels gedreht, da die Handlung zum größten Teil nur mit den beiden Hauptdarstellern in einer Wohnung stattfindet.

## Handlung
Megan ist derzeit Single und arbeitslos und vertreibt sich die Zeit mit Onlinedating. Ihre Mitbewohnerin Faiza möchte sie auf die Geburtstagsfeier eines Freundes in einen Club mitnehmen, um Megan dort zu verkuppeln. Da Megan ihren Ausweis vergessen hat, wird sie nicht in den Club gelassen. Vor dem Club trifft sie auf ihren ehemaligen Verlobten Chris. Dadurch fühlt sich Megan minderwertig und an ihre Vergangenheit erinnert. Faiza überredet Megan, nach Hause zu gehen und sich über ein Onlineportal einen Mann für einen One Night Stand zu suchen.
Megan verabredet sich online mit Alec und fährt anschließend zu ihm. Als sie sich am nächsten Morgen unbemerkt davon stehlen möchte, löst sie die Alarmanlage aus. Sie bleibt dann doch noch bei Alec um sich kurz zu verabschieden. Es kommt zu einem Wortgefecht und Megan verlässt wütend die Wohnung von Alec. Weil die Haustür durch eine Menge Neuschnee versperrt ist und der öffentliche Verkehr vollständig zum Erliegen gekommen ist, muss Megan dann doch bei Alec bleiben. Die beiden finden kein gemeinsames Gesprächsthema. Erst nachdem die beiden Gras geraucht haben, kommen Gespräche zwischen ihnen zustande. Sie vertreiben sich die Zeit mit Tischtennis spielen und basteln. 
Megan verstopft versehentlich die Toilette von Alec. Weil sich die Verstopfung nicht beseitigen lässt und Megan dringend auf die Toilette muss, brechen Megan und Alec über die Feuerleiter bei Alecs Nachbarn ein.
Die beiden beginnen ein Gespräch über guten Sex, und Alec schlägt vor, dass sich beide ehrlich die Meinung über die letzte Nacht sagen. Megan möchte dies zunächst nicht, da sie befürchtet, dass Alec dann sauer auf sie ist. Sie willigt dann aber doch ein. Später schlägt Megan vor, die konstruktive Kritik am Liebesleben in der Praxis zu testen. Alec willigt ein, und die beiden schlafen ein weiteres Mal miteinander.
Weil Alec nichts mehr zu essen hat, bricht er ein weiteres Mal bei seinen Nachbarn ein und stiehlt dort Nudeln.
Als sich Megan von Alec ein Sweatshirt borgen will, findet sie in seinem Schrank Frauenkleidung und auch Bilder von Alec und seiner Freundin Daisy. Alec erzählt, dass Daisy derzeit in San Francisco ist und eigentlich an diesem Nachmittag wieder zurückkommen wollte, ihr Flug jedoch wegen des Schneesturms gestrichen wurde. Alec zeigt Megan auch einen Brief von Daisy, den er zufällig bei ihr gefunden hat und den Daisy ihm noch nicht gegeben hat. Mit dem Brief möchte Daisy die Beziehung zwischen ihr und Alec beenden. Megan ist sehr enttäuscht von Alec, dass er trotz einer Beziehung auf den One Night Stand eingegangen ist, und verlässt Alecs Wohnung. Es hat inzwischen aufgehört zu schneien und Megan läuft nach Hause. Als sie wieder zu Hause ist, löscht sie sofort ihr Profil im Onlineportal.
Nachdem Daisy wieder bei Alec ist, beenden beide ihre Beziehung. Da Alec nur den Vornamen von Megan kennt, versucht er, weitere Informationen über sie herauszufinden. Um sie wiederzufinden, lässt er die Polizei wegen des Einbruchs bei seinen Nachbarn nach ihr suchen. Als die Polizei sie gefunden hat, gibt sie den Einbruch zu und landet vorübergehend im Gefängnis. Alec stellt die Kaution für Megan, sie will jedoch weiterhin im Gefängnis bleiben. Als Faiza ihre Kaution stellt, kommt Megan aus dem Gefängnis. Alec wartet davor auf sie, beichtet ihr seine Liebe und bittet sie, es mit ihm zu versuchen. Megan ist sauer auf Alec, weil er sie ins Gefängnis gebracht hat, und will nichts von ihm wissen. Sie lässt sich dennoch seine Telefonnummer geben und willigt ein sich bei ihm zu melden, sobald sie über die durchlebte Situation lachen könne. Noch im Gefängnis fängt sie an zu lachen und ruft daraufhin Alec an. Die beiden küssen sich schließlich vor dem Gefängnis.